# Arabnationalistiska rörelsen
Arabnationalistiska rörelsen, ANM, arabiska حركة القوميين العرب (Harakat al-Qawmiyyin al-Arab), var en panarabisk nationalistisk organisation. ANM grundades 1951 av George Habash och var inflytelserik i stora delar av arabvärlden, framför allt inom den palestinska rörelsen.